# زیردریایی فرانسوی پرل (اس۶۰۶)
پرل نسل اول زیردریایی‌های هسته‌ای تهاجمی نیروی دریایی فرانسه است.
پرل ششمین و آخرین زیردریایی ساخته شده از کلاس روبیس است.
این زیردریایی در مانور نظامی (تمرین) آریگا ۲۰۱۰ نیروی دریایی پادشاهی بریتانیا شرکت کرد و در کنار ۷ کشتی جنگی نیروی دریایی سلطنتی و یک ناوشکن نیروی دریایی ایالات متحده آمریکا استقرار یافت.